# ديشون بيير
ديشون بيير (بالإنجليزية: Dyshawn Pierre)‏ مواليد 17 نوفمبر 1993 في ويتبي، هو لاعب كرة سلة كندي. بدأ مسيرته الاحترافية في سنة 2016. يلعب مع نادي لوفين براونشفايغ لكرة السلة في الدوري الألماني لكرة السلة. يحمل الرقم 21. يبلغ طوله 6 قدم 6 بوصة (2.0 م).

## روابط خارجية
- ديشون بيير على موقع الاتحاد الدولي لكرة السلة (الإنجليزية)
- ديشون بيير على موقع كرة السلة الأوروبية.كوم (الإنجليزية)
- ديشون بيير على موقع DraftExpress.com (الإنجليزية)
- ديشون بيير على موقع كلية كرة السلة في سبورتس رفرنس.كوم (الإنجليزية)
- ديشون بيير على موقع ريلجم (الإنجليزية)
- ديشون بيير على موقع بروبوليرز (الإنجليزية)
- ديشون بيير على موقع سبورتس رفرنس (الإنجليزية)